# Leningrader Blockade
1941: Białystok-Minsk – Dubno-Luzk-Riwne – Smolensk – Uman – Kiew – Odessa – Leningrader Blockade – Wjasma-Brjansk – Charkow – Rostow – Moskau – Tula

1942: Rschew – Charkow – Ljuban/Wolchow – Kertsch/Sewastopol – Fall Blau – Kaukasus – Stalingrad – Operation Mars

1943: Woronesch-Charkow – Operation Iskra – Nordkaukasus – Charkow – Kursk – Orjol – Donez-Mius – Donbass – Belgorod-Charkow – Smolensk – Dnepr – Kiew

1944: Dnepr-Karpaten – Leningrad-Nowgorod – Krim – Wyborg–Petrosawodsk – Operation Bagration – Lwiw-Sandomierz – Jassy–Kischinew – Belgrad – Petsamo-Kirkenes – Baltikum – Karpaten – Ungarn

1945: Kurland  – Weichsel-Oder – Ostpreußen – Westkarpaten – Niederschlesien – Ostpommern – Plattensee – Oberschlesien – Wien – Oder – Berlin – Prag

Belagerungszustand im Leningrader Umland im Winter 1941 mit den Evakuierungslinien über den Ladogasee

Als Leningrader Blockade (russisch блокада Ленинграда blokada Leningrada) wird die Belagerung Leningrads (seit 1991 wieder Sankt Petersburg) durch die deutsche Heeresgruppe Nord und spanische Truppen (Blaue Division) während des Deutsch-Sowjetischen Krieges im Zweiten Weltkrieg bezeichnet. Im Norden riegelten Finnische Truppen die Stadt ab. Die Belagerung dauerte vom 8. September 1941 bis zum 27. Januar 1944, also 872 Tage (ca. 28 Monate).
Geschätzt verloren etwa 1,1 Millionen zivile Bewohner der Stadt wegen der Blockade ihr Leben, etwa 90 % dieser Opfer verhungerten. Die Einschließung der Stadt durch die deutschen Truppen mit dem Ziel, die Leningrader Bevölkerung systematisch verhungern zu lassen, gilt als eines der eklatantesten Kriegsverbrechen der deutschen Wehrmacht während des Kriegs gegen die Sowjetunion.
Die Russische Föderation, als Rechtsnachfolger der Sowjetunion, stuft die Leningrader Blockade als Völkermord ein.
Am 75. Jahrestag der Beendigung der Blockade am 27. Januar 2019 kündigte die deutsche Bundesregierung durch das Auswärtige Amt an, die noch lebenden Opfer der Blockade sowie Projekte zur deutsch-russischen Verständigung mit rund zwölf Millionen Euro zu unterstützen. Die Projekte sollen zusammen mit der Gesellschaft für Internationale Zusammenarbeit (GIZ) umgesetzt werden.

## Deutsche Offensive

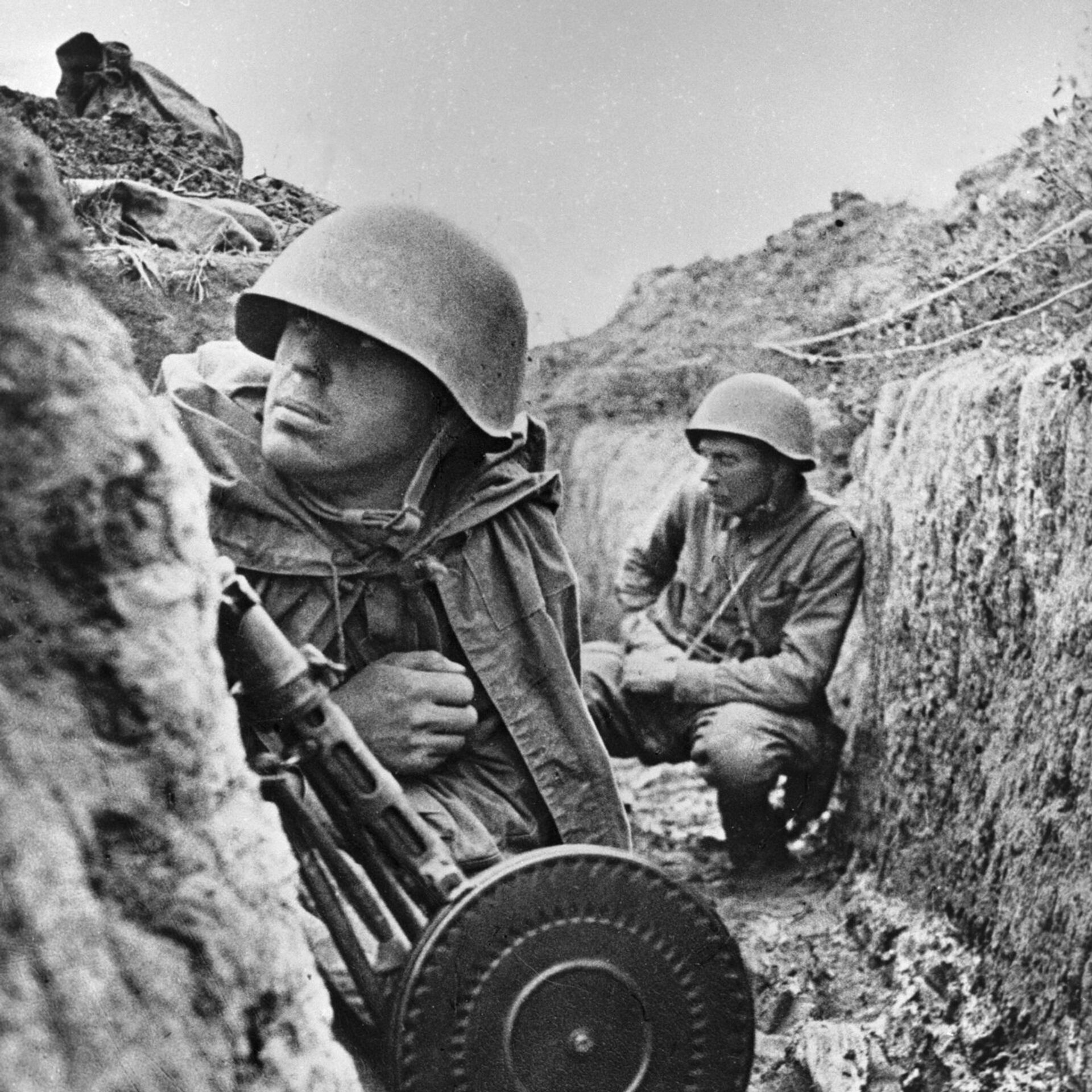
Sowjetische MG-Schützen in einem Schützengraben vor Leningrad, September 1941

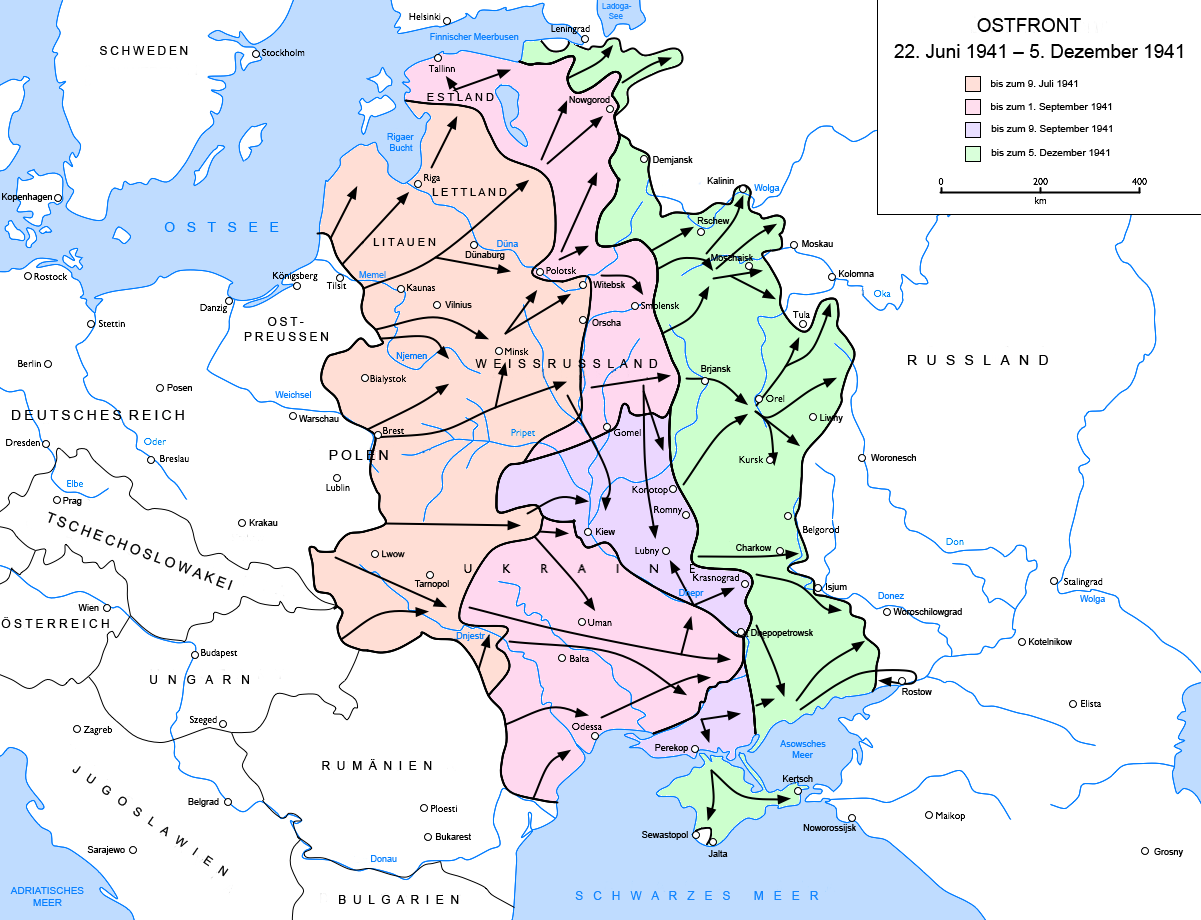
Die Ostfront zu Beginn der Belagerung von Leningrad

Nachdem die Truppen der sowjetischen Nordwestfront (8., 11. und 27. Armee) Ende Juni 1941 in der Schlacht um das Baltikum von der Wehrmacht geschlagen worden waren, erzwang die an der Spitze vordringende Panzergruppe 4 der Wehrmacht den Weg nach Pskow und Ostrow; beide Städte wurden bis zum 10. Juli eingenommen. Die langsamer nachfolgende deutsche 18. Armee drängte derweil die sowjetische 8. Armee über Riga (das am 29. Juni fiel) nach Estland zurück und stand am 7. August am Finnischen Meerbusen bei Kunda. Das ab dem 22. Juli dem Armeeoberkommando 18 zugeführte XXXXII. Armeekorps kämpfte derweil im westlichen Teil Estlands, eroberte bis zum 28. August Tallinn und bis Mitte Oktober die großen baltischen Inseln. Mitte August erfolgte der Angriff der 18. Armee auf Narwa, das XXVI. Armeekorps erreichte am 17. August den Luga-Abschnitt bei Kingissepp. Die deutsche 18. Armee drängte vom Südwesten auf Leningrad vor, während die Panzergruppe 4 und die 16. Armee nördlich und südlich des Ilmensees vorstießen, um Leningrad vom Osten abzuschneiden und sich mit den finnischen Truppen auf dem Ostufer des Ladogasees zu verbinden. Der Artilleriebeschuss der Stadt begann am 4. September. Am 8. September eroberte die Wehrmacht Schlüsselburg am Ufer des Ladogasees und unterbrach die Landverbindung nach Leningrad.

## Sowjetische Verteidigung
Am 27. Juni 1941 entschied der Leningrader Sowjet, tausende Menschen zur Anlage von Befestigungen zu mobilisieren. Mehrere Verteidigungsstellungen wurden gebaut. Eine davon verlief von der Mündung der Luga über Tschudowo, Gattschina, Urizk, Pulkowo zur Newa. Eine zweite verlief von Peterhof nach Gattschina, Pulkowo, Kolpino und Koltuschi. Eine dritte Stellung gegen die Finnen wurde in den nördlichen Vorstädten Leningrads gebaut. Insgesamt wurden 190 Kilometer Balkensperren, 635 Kilometer Stacheldrahtverhaue, 700 Kilometer Panzergräben, 5.000 Erd-Holz-Stellungen und Stahlbeton-Artilleriestellungen sowie 25.000 Kilometer Schützengräben von Zivilisten angelegt. Ein Geschütz des Kreuzers Aurora wurde auf den Pulkowskij-Höhen südlich von Leningrad installiert.
Der oberste Vorsitz über die „Kommission für die Verteidigung Leningrads“ wurde am 1. Juli 1941 an den Politkommissar Andrei Schdanow übertragen, der gleichzeitig als Mitglied des Kriegsrates der Leningrader Front fungierte. Die Parteikader Alexei Kusnezow und Pjotr Popkow waren für die Organisation des zivilen Lebens und die Verteilung der Nahrungsmittel innerhalb der Stadt zuständig. Sie ordneten den Bau provisorischer Zufahrtswege zum Westufer des Ladoga-Sees an.

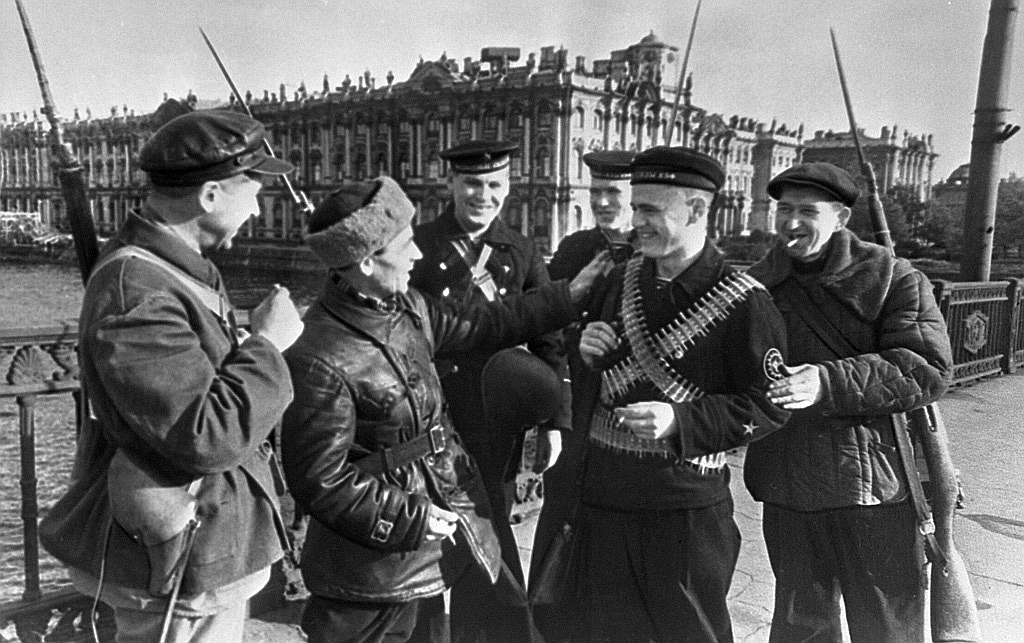
Verteidiger Leningrads (Marinesoldaten und Arbeiter des Kirow-Werks) im April 1942

Am 14. September hatte Armeegeneral Georgi Schukow auf Geheiß Stalins den Oberbefehl der Leningrader Front übernommen, diesem waren die 8., 23., 42. und 55. Armee unterstellt. Schon am 10. Oktober 1941 wurde Schukow jedoch durch General Iwan Fedjuninski und dieser am 27. Oktober durch Generalleutnant Michail Chosin abgelöst. Schukow wurde mit der entscheidenden Verteidigung Moskaus betraut, wohin auch starke deutsche Panzerkräfte aus dem Raum Leningrad abgezogen wurden.

## Finnische Lage
Im August, zu Beginn des Fortsetzungskrieges, hatten die Finnen den Isthmus von Karelien zurückerobert und rückten östlich des Ladogasees durch Karelien weiter vor, wodurch sie nun Leningrad im Westen und Norden bedrohten. Die finnischen Truppen hielten jedoch an der alten finnisch-russischen Grenze von 1939. Das finnische Hauptquartier wies deutsche Bitten um Luftangriffe gegen Leningrad zurück und rückte nicht weiter südlich über den Swir (160 Kilometer nordöstlich Leningrads) ins besetzte Ostkarelien vor. Der deutsche Vormarsch war dagegen sehr rasch und im September schlossen die deutschen Truppen Leningrad ein.
Am 4. September reiste der Chef des Wehrmachtführungsstabes, General Jodl, zum finnischen Hauptquartier, um den Oberkommandierenden Mannerheim zu überreden, die finnische Offensive fortzusetzen. Mannerheim lehnte dieses Ansinnen ab.
Nach dem Krieg gab der frühere finnische Präsident Ryti an: „Ich besuchte am 24. August 1941 das Hauptquartier von Marschall Mannerheim. Die Deutschen forderten uns auf, die alte Grenze zu überschreiten und die Offensive gegen Leningrad fortzusetzen. Ich sagte, dass die Eroberung Leningrads nicht unser Ziel sei und wir uns nicht daran beteiligen sollten. Mannerheim und der Kriegsminister Walden stimmten mir zu und lehnten die Angebote der Deutschen ab. Das Ergebnis war eine paradoxe Situation: die Deutschen waren nicht in der Lage, sich Leningrad von Norden zu nähern …“

## Belagerung

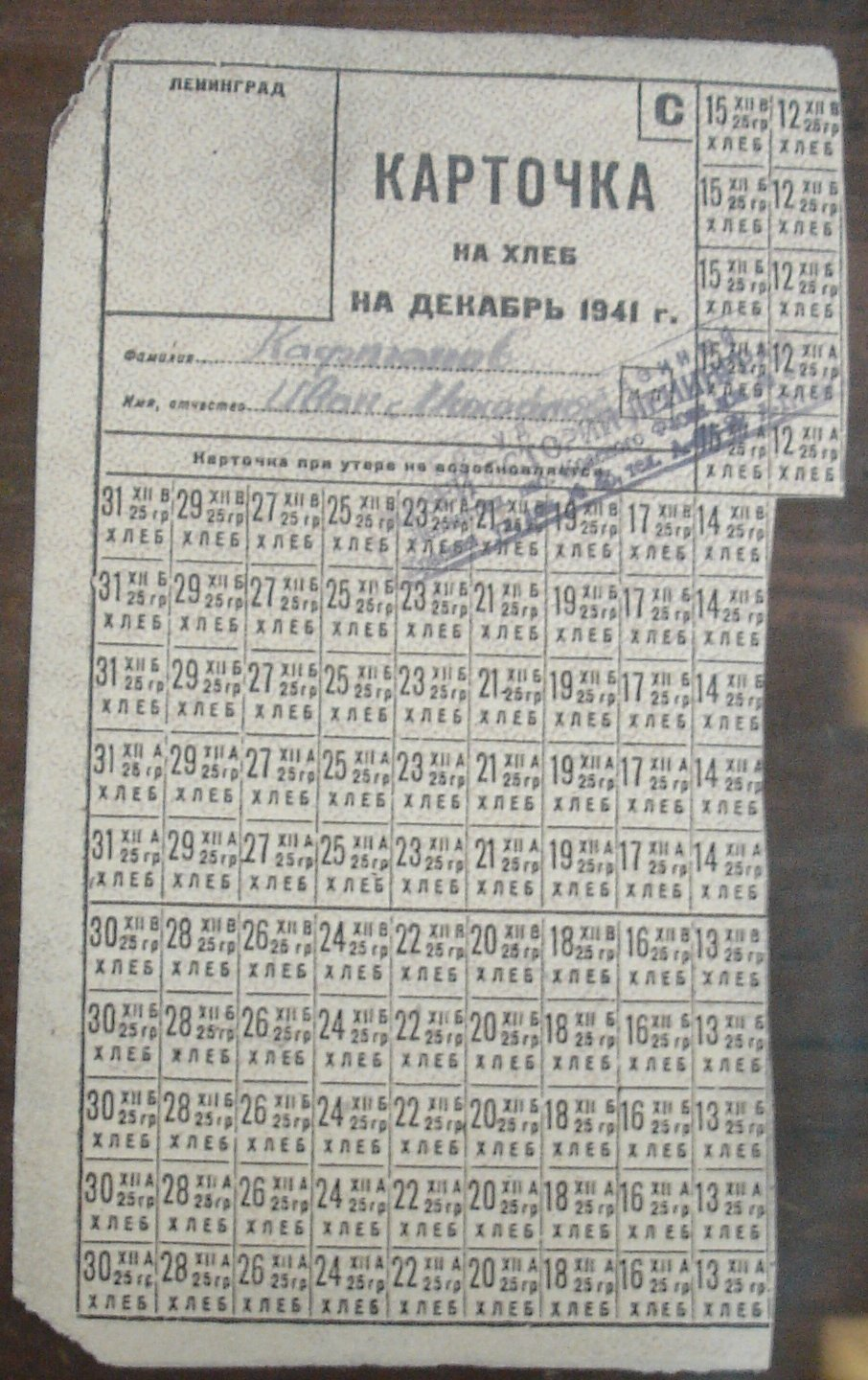
Lebensmittelkarte für Brot in Leningrad, 25-Gramm-Rationen, Dezember 1941

Mit der Schließung des Blockaderings am 8. September wurden alle Versorgungslinien der Millionenstadt abgeschnitten und die Versorgung war nur noch über den Ladogasee möglich.
Allerdings war diese Route für die Erfordernisse der Stadt nicht ausgebaut, da es keine Anlegestelle und keine Zufahrtsstraßen gab. An der Verteidigung der Leningrader Front waren die 8. Armee (General Tscherbakow), 42. Armee (General Iwanow) und 55. Armee (General Lasarew) beteiligt.
Am 8. September begann der Generalangriff der deutschen 18. Armee und der Panzergruppe 4 (Generaloberst Erich Hoepner). Den Hauptangriff führte das XXXXI. Armeekorps (1. und 6. Panzer-Division sowie 36. Infanterie-Division) im Zusammenwirken mit dem XXXVIII. Armeekorps (1. und 58. Infanterie-Division); er wurde vom Westen über Krasnoje Selo und die Dudenhofer Höhen nach Norden angesetzt. Im Süden aus dem Raum Gatschina und im Osten aus dem Raum Mga wurden die Divisionen des L. und XXVIII. Armeekorps zum Angriff auf den südlichen Festungsgürtel eingesetzt.
Am 16. September erreichte die 58. und 254. Infanterie-Division von Süden kommend bei Uritzk den Finnischen Meerbusen und schnitten starke sowjetische Kräfte von der Hauptmacht in Leningrad ab. Im Raum beidseitig von Peterhof konnte sich die Masse der abgeschnittenen 8. Armee im entstandenen Brückenkopf von Oranienbaum und auf der Insel Kotlin (mit der Festung Kronstadt) erfolgreich halten. Mitte September wurde die Lage der Heeresgruppe Nord kritisch, weil das südlich des Ilmensees stehende X. und II. Armeekorps der 16. Armee zwischen Cholm und Staraja Russa starken Gegenangriffen der sowjetischen Nordwestfront ausgesetzt war.
Anfang Oktober verzichteten die Deutschen zugunsten des Angriffes auf Moskau auf den weiteren Angriff auf die Stadt. In der Weisung Nr. 37 vom 10. Oktober 1941 heißt es: „Nachdem die Masse der sowjetrussischen Wehrmacht auf dem Hauptkriegsschauplatz zerschlagen oder vernichtet ist, liegt kein zwingender Grund mehr vor, russische Kräfte in Finnland durch Angriff zu fesseln. Um vor Eintritt des Winters Murmansk … zu nehmen oder … die Murmanbahn abzuschneiden, reichen die Stärke und die Angriffskraft der verfügbaren Verbände und die fortgeschrittene Jahreszeit nicht mehr aus.“ Im Dezember 1941 gelang es der Roten Armee im Rahmen der Schlacht um Tichwin, den angesetzten Vorstoß des deutschen XXXIX. Panzerkorps nach Osten zu stoppen. Zudem konnte die im Raum östlich Leningrads neu etablierte sowjetische Wolchow-Front unter Armeegeneral Merezkow die Deutschen über den Fluss Wolchow zurückwerfen und einige Brückenköpfe am linken Ufer erobern.
Die Fortsetzung des deutschen Angriffes auf Leningrad wurde für das Frühjahr 1942 zwar geplant, aufgrund von logistischen Problemen aber immer wieder verschoben. Im September 1942 sah die Heeresgruppe Nord unter dem Decknamen „Unternehmen Nordlicht“ einen Angriff mit dem Ziel der Einnahme der Stadt vor. Wegen eines Entsatzangriffs der sowjetischen Armee auf den östlichen Belagerungsring im Raum Mga–Schlüsselburg (Erste Ladoga-Schlacht) musste die bereits aufmarschierte 11. Armee unter General Erich von Manstein dorthin verlegt werden. In diesen Kämpfen erlitten die deutschen Truppen so schwere Verluste, dass eine baldige Durchführung der geplanten Operation im Jahr 1942 ausschied. Weitere Angriffe mit dem Ziel der Einnahme der Stadt unterblieben.
In der Folgezeit versuchte die Sowjetunion in mehreren Schlachten die Blockade Leningrads aufzubrechen (siehe Abschnitt Sowjetische Entsatzangriffe). Während der Belagerung kamen in der Stadt und in den Gefechten in ihrer Umgebung 1,6 bis 2 Millionen Bürger der Sowjetunion ums Leben.
Am 9. August 1942 wurde in der Leningrader Philharmonie die Leningrader Sinfonie von Dmitri Dmitrijewitsch Schostakowitsch uraufgeführt. Die Vorstellung wurde in der ganzen Sowjetunion übertragen und über Kurzwellenradio auch ins restliche Europa und in die USA. Sie war begleitet von einem Artillerieduell, bei dem die deutsche Artillerie unter Leitung von General Friedrich Foertsch versuchte die Vorstellung zu stören. Sie konnte jedoch von der sowjetischen Artillerie unter Leitung von Leonid Alexandrowitsch Goworow niedergehalten werden.

### Luftangriffe

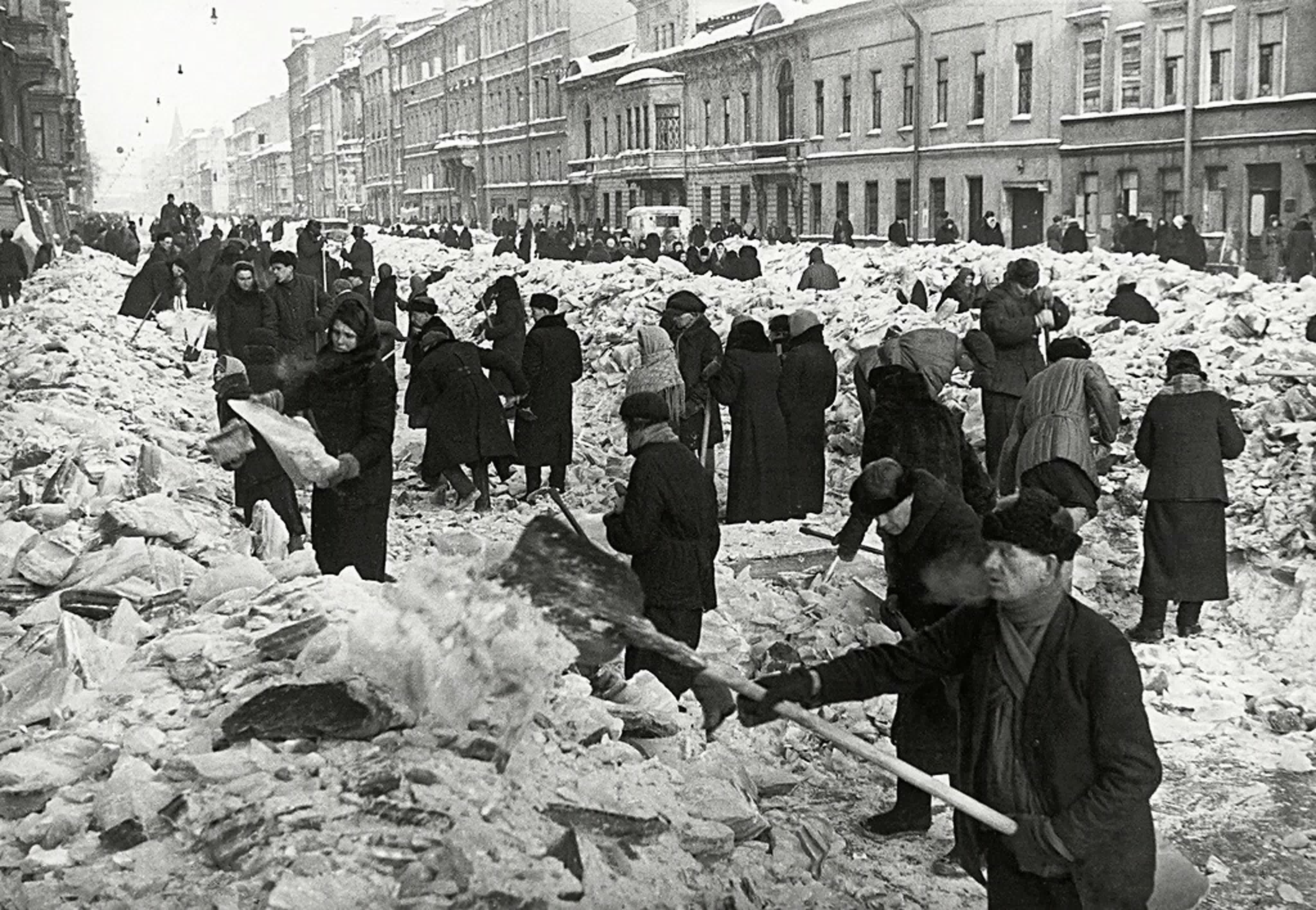
Räumen einer Straße von dickem Eis und Schnee, März 1942

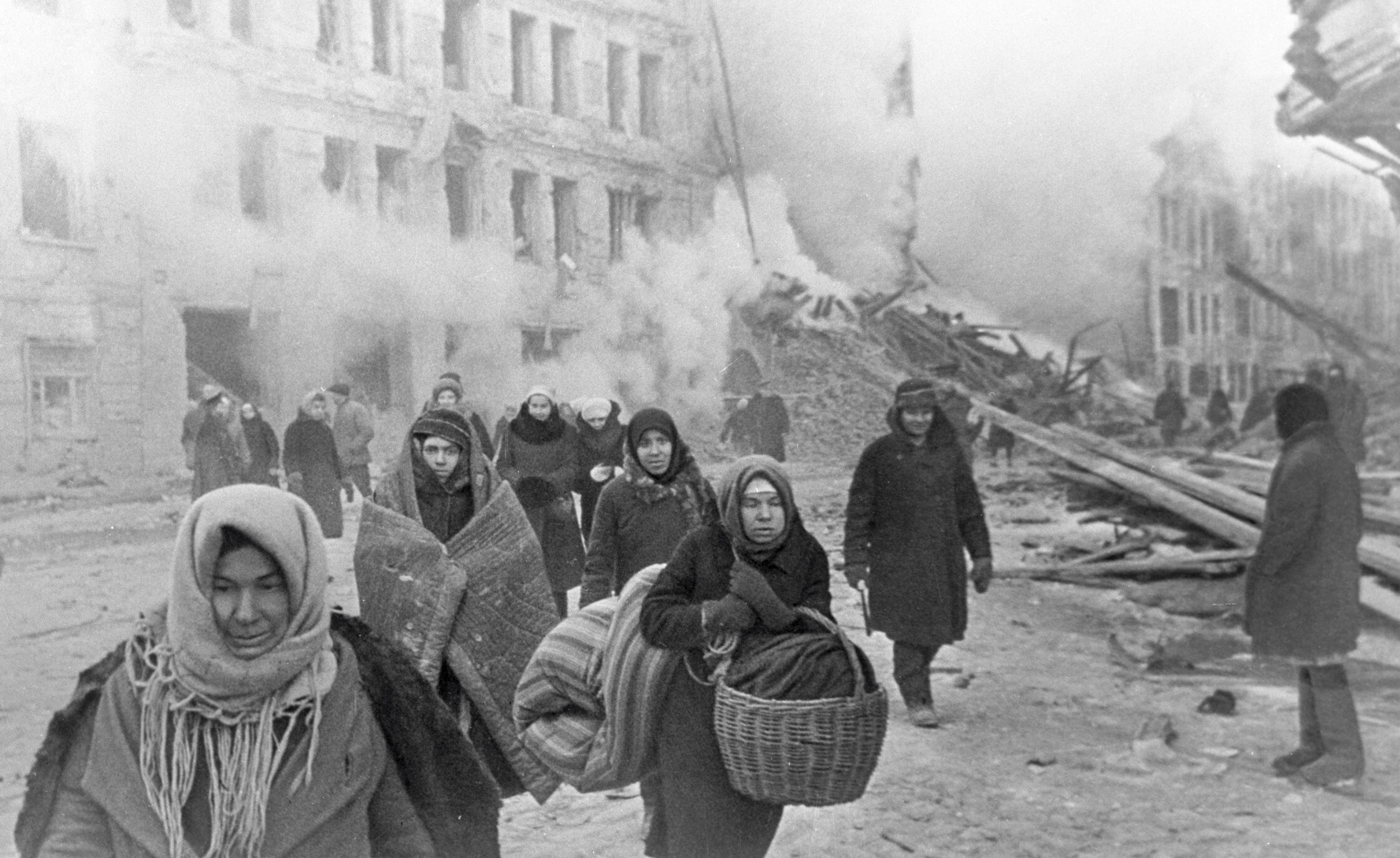
Leningrader Einwohner verlassen ihre zerbombten Häuser, Dezember 1942

Vom 8. September 1941 an wurde Leningrad massiv bombardiert. Die Luftwaffe bombardierte zunächst vor allem die Lebensmittellager, die Wasser- und die Elektrizitätswerke, während Schulen, Krankenhäuser und Entbindungsheime von der deutschen Artillerie unter Feuer genommen wurden. Bei den ersten Bombardements fielen 5.000 Brandbomben auf den Moskowskij Rajon, 1.311 weitere auf den Smolnij Rajon mit dem Regierungsgebäude und 16 auf den Krasnogwardejskij Rajon. Die Bombardierung verursachte in der Stadt 178 Brände. Ab diesem Zeitpunkt führte die Wehrmacht täglich schwere Angriffe auf die Stadt. Ganze Wohngebiete wurden schwer beschädigt (Awtowo, Moskowskij, Frunsenskij).
Schwere Angriffe waren gegen das Kirowwerk gerichtet, den größten Betrieb der Stadt, der von der Front nur drei Kilometer entfernt war. Gezielt wurden von der deutschen Luftwaffe die Badajew-Lagerhäuser beschossen, in denen ein Großteil der Lebensmittelvorräte der Stadt gelagert war. 3000 Tonnen Mehl und 2500 Tonnen Zucker verbrannten. Wochen nach Beginn der schweren Hungerkatastrophe wurde die süße Erde, in die der geschmolzene Zucker gelaufen war, zu hohen Preisen auf dem Schwarzmarkt verkauft.
Bis zum Ende des Jahres 1941 warf die deutsche Luftwaffe 66.200 Brand- und 3.499 Sprengbomben über Leningrad ab, während der gesamten Dauer der Blockade waren es 102.520 Brandbomben und 4.653 Sprengbomben. Durch die Art der Bombardierung wurde die Zerstörung zahlreicher ziviler Einrichtungen, wie etwa Schulen, in Kauf genommen. Insgesamt kamen mindestens 16.000 Menschen bei Luftangriffen ums Leben und über 33.000 wurden verletzt.
Die mit den Luftangriffen verfolgte Strategie der völligen Zerstörung Leningrads kam in einem Schreiben des Chefs des SS-Sicherheitsdienstes Reinhard Heydrich vom 20. Oktober 1941 an Heinrich Himmler zum Ausdruck, in dem er sich über die mangelnde Effizienz des deutschen Beschusses beschwerte und den Reichsführer SS an eine Weisung Adolf Hitlers zur „Auslöschung“ der Stadt erinnerte:

„Ich bitte gehorsamst darauf hinweisen zu dürfen, daß die ergangenen strikten Weisungen hinsichtlich der Städte Petersburg und Moskau dann wieder nicht in die Tat umgesetzt werden können, wenn nicht von vorneherein brutal durchgegriffen wird. Der Chef der Einsatzgruppe A, SS-Brif. Dr. Stahlecker, berichtet mir z. B., daß eingesetzte Vertrauensleute, die über die Linie wechseln, von Petersburg zurückgekehrt erzählen, daß die Zerstörungen in der Stadt noch durchaus unbedeutend sind. Das Beispiel der ehemaligen polnischen Hauptstadt hat auch gezeigt, daß selbst intensivster Beschuß nicht diejenigen Zerstörungen hervorrufen kann, die erwartet worden sind. Meines Erachtens muß in solchen Fällen massenhaft mit Brand- und Sprengbomben gearbeitet werden. Ich bitte daher gehorsamst, anregen zu dürfen, den Führer nochmals darauf hinzuweisen, daß – wenn nicht absolut eindeutige und strikte Befehle an die Wehrmacht gegeben werden, die beiden Städte kaum ausgelöscht werden können.“

Am 4. und 5. April 1942 griffen Teile der Sturzkampfgeschwader 1 und 2, der Kampfgeschwader 1 und 4 und des Jagdgeschwaders 54 Kriegsschiffe der Baltischen Flotte im Leningrader Hafen an. Beschädigt wurden dabei das Schlachtschiff Oktjabrskaja Rewoljuzija durch vier Bombentreffer, der Kreuzer Maksim Gorki durch sieben Treffer mittleren Kalibers, die Kreuzer Kirow und Petropawlowsk und der Zerstörer Silny durch je einen schweren Treffer sowie der Zerstörer Grosjaschtschi, der Minenleger Marti und das Schulschiff Swir durch leichtere Treffer. Außerdem wurden die Zerstörer Stoyki und Swirepy beschädigt sowie die Unterseeboote M-79, P-2 und P-3.

### Hunger
Leningrad gilt als hervorstechendes Beispiel der deutschen Hungerpolitik in diesem Krieg. „Ziel war“, so der Osteuropa-Historiker Timothy Snyder, „die Vernichtung Leningrads durch den Hungertod“. Am 2. September 1941 wurden die Nahrungsmittelrationen reduziert. Am 8. September wurde neben den Öltanks eine große Menge der Lagervorräte an Getreide, Mehl und Zucker durch deutsche Luftangriffe gezielt zerstört, was zu einer weiteren Verschärfung der Ernährungssituation führte.
Am 12. September wurde berechnet, dass die Rationen für Armee und Zivilbevölkerung für die folgende Zeit ausreichen würden:
- Getreide und Mehl – für 35 Tage;
- Grütze und Makkaroni – für 30 Tage;
- Fleisch (inklusive Viehbestand) – für 33 Tage;
- Fette – für 45 Tage;
- Zucker und Süßwaren – für 60 Tage.

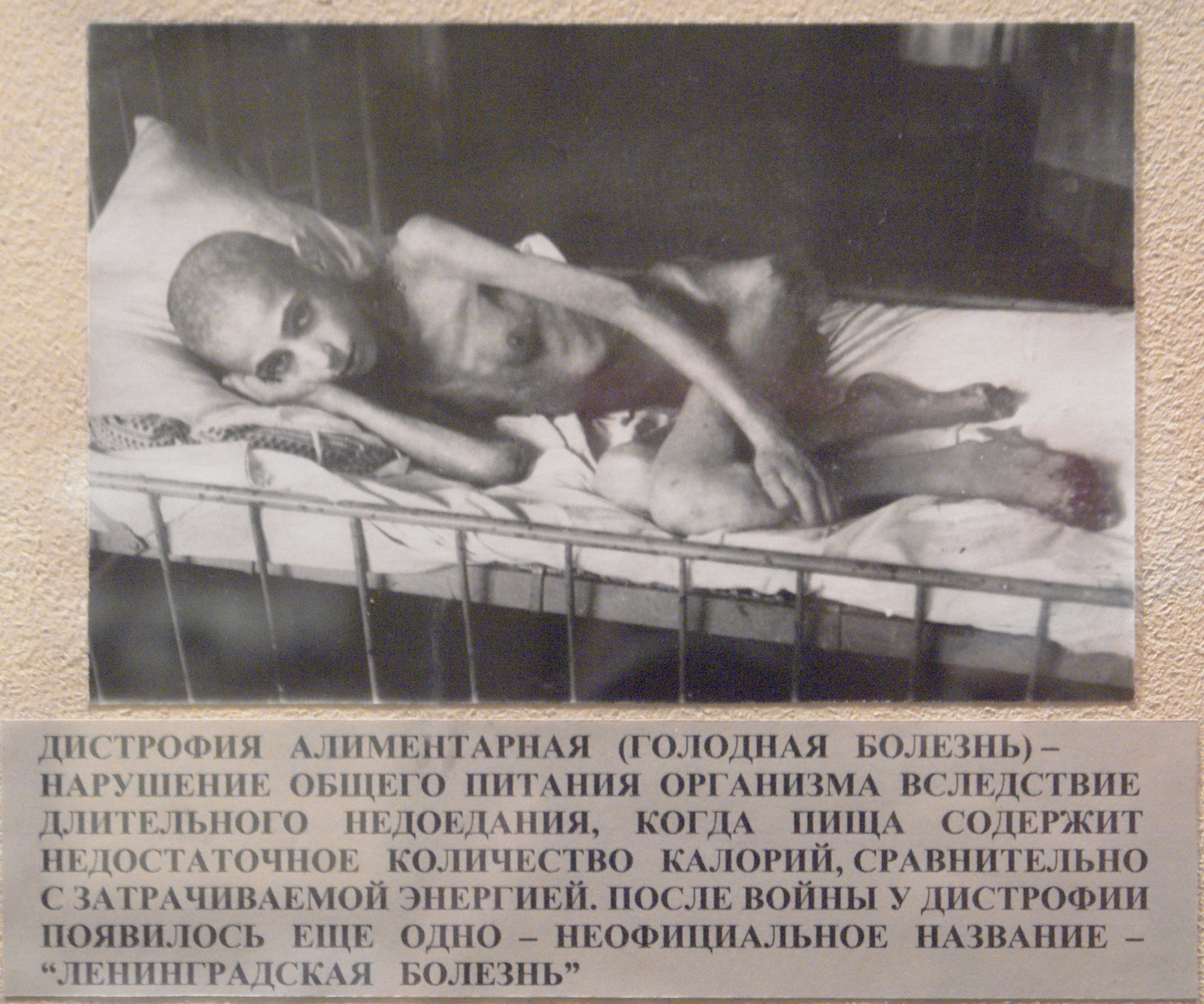
Patientin mit Dystrophie, 1941, aus einer Ausstellung des Leningrader Museums.

Die Waren wurden sehr schnell verkauft, da die Menschen Vorräte anlegten. Restaurants und Delikatessläden verkauften weiterhin ohne Karten. Nicht zuletzt gingen auch deshalb die Vorräte dem Ende entgegen. Zwölf Prozent aller Fette und zehn Prozent des Fleisches des städtischen Gesamtkonsums wurden so verbraucht.
Trotz der Beimischung verschiedener Ersatzstoffe zum Brot (Kleie, Getreidespelzen und Zellulose) reichten die Vorräte nicht aus und mit der Kürzung der Brotration am 1. Oktober begann die Hungersnot, Arbeiter erhielten zu diesem Zeitpunkt 400 Gramm und alle anderen 200 Gramm. Mitte Oktober litt bereits ein Großteil der Bevölkerung am Hunger.
Am 20. November wurden die Rationen nochmals reduziert. Danach erhielten Arbeiter täglich 250 g Brot, andere Zivilisten 125 g. Kinder unter 12 Jahren gehörten zur letzteren Kategorie, Kinder über 12 Jahre erhielten noch weniger – zum Beispiel nur 200 g Fett, 800 g Zucker und 600 g Kohlenhydrate im Monat. Im Dezember standen einem nicht arbeitenden Familienangehörigen Nahrungsmittel von durchschnittlich 601 kcal täglich zu.
Im Winter 1941/1942 verloren die Menschen bis zu 45 Prozent ihres Körpergewichtes. Die Folge war, dass die Körper begannen, Muskelgewebe abzubauen und Herz und Leber zu verkleinern. Die Dystrophie (Unterernährung) wurde zur Haupttodesursache. Es begann das Massensterben.
Die Armee und die Baltische Flotte hatten noch Bestände an Notrationen, die aber nicht ausreichten. Die zur Versorgung der Stadt eingesetzte Ladoga-Flottille war schlecht ausgerüstet und von deutschen Flugzeugen bombardiert worden. Mehrere mit Getreide beladene Lastkähne waren so im September versenkt worden. So gelangten von September bis Mitte November 1941 nur 172 Tonnen Lebensmittel pro Tag in den Belagerungsring, wobei der Tagesbedarf Leningrads bei 2000 Tonnen lag. Ein großer Teil davon konnte später von Tauchern gehoben werden. Dieses feuchte Getreide wurde später zum Brotbacken verwendet. Nachdem die Reserven an Malz zur Neige gegangen waren, wurde es durch aufgelöste Zellulose und Baumwolle ersetzt. Auch der Hafer für die Pferde wurde verzehrt, während die Pferde mit Laub gefüttert wurden.

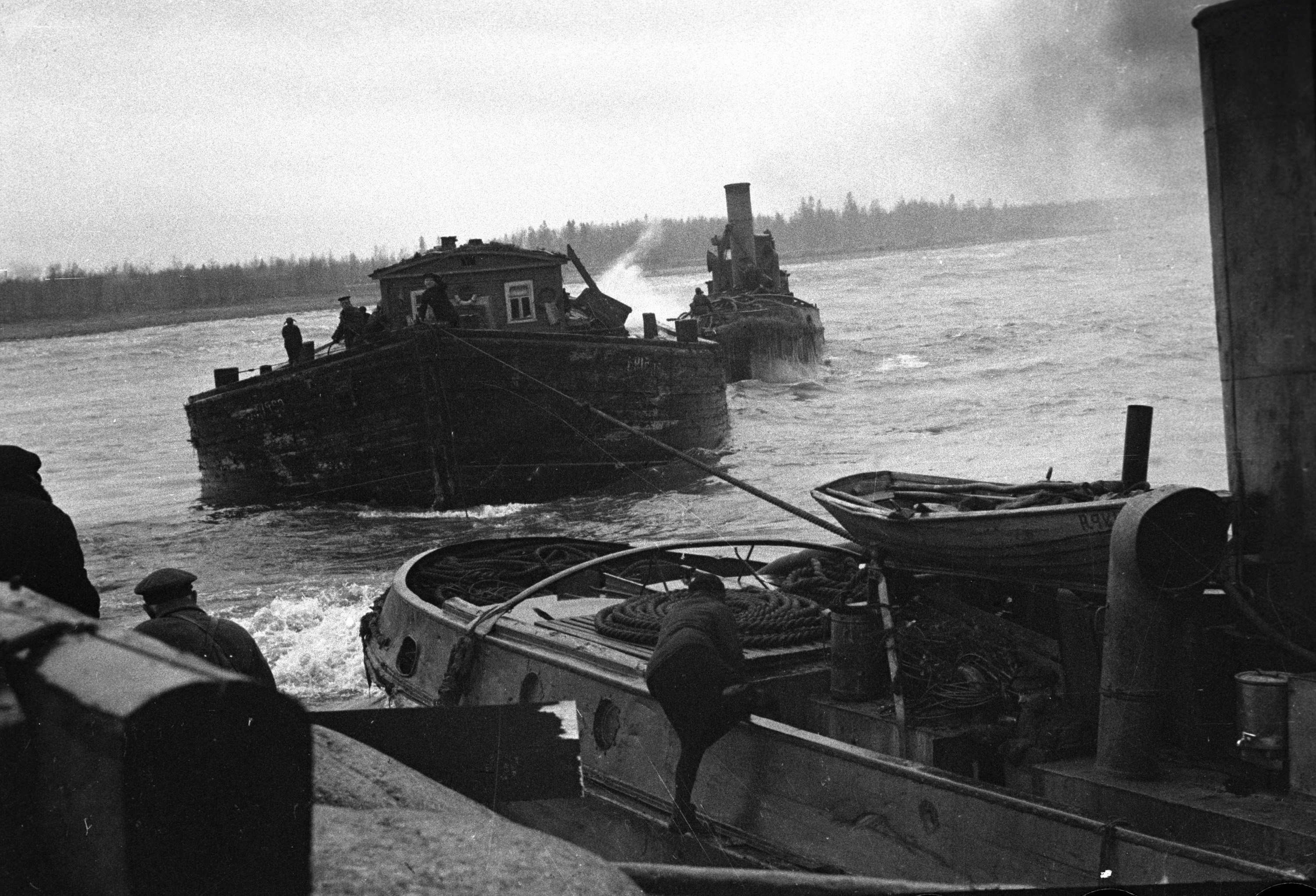
Kutter transportieren über den Ladogasee Lebensmittel in die belagerte Stadt, September 1942

Nachdem 2000 Tonnen Schafsinnereien im Hafen gefunden worden waren, wurde daraus eine Gelatine hergestellt. Später wurden die Fleischrationen durch diese Gelatine und Kalbshäute ersetzt.
Während der Blockade gab es insgesamt fünf Lebensmittelreduzierungen.

### Opfer der Zivilbevölkerung
Die folgende Tabelle gibt die Anzahl der monatlichen Todesfälle während des ersten Jahrs der Belagerung wieder.
| Jahr       | 1941  | 1941  | 1941  | 1941  | 1941  | 1941  | 1941   | 1942   | 1942   | 1942  | 1942   | 1942   | 1942   | Gesamt      |
| Monate     | Juni  | Juli  | Aug.  | Sep.  | Okt.  | Nov.  | Dez.   | Jan.   | Feb.   | März  | Apr.   | Mai    | Juni   | im Zeitraum |
| ---------- | ----- | ----- | ----- | ----- | ----- | ----- | ------ | ------ | ------ | ----- | ------ | ------ | ------ | ----------- |
| Todesopfer | 3.273 | k. A. | k. A. | k. A. | 6.199 | 9.183 | 39.073 | 96.751 | 96.015 | k. A. | 64.294 | 49.794 | 33.668 | ca. 470.000 |

k. A. = keine Angaben

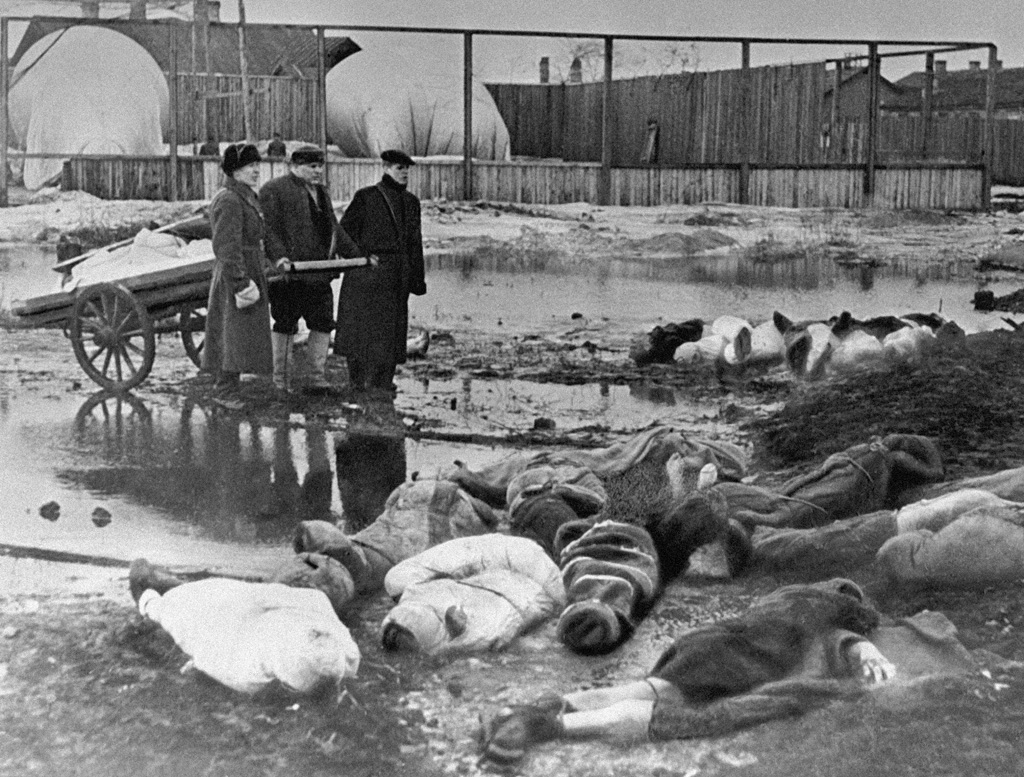
Drei Männer begraben Hungertote auf dem Wolkowo-Friedhof in den Tagen des Massensterbens, Oktober 1942

Die Menschen richteten ihre gesamte Energie auf die Nahrungssuche. Gegessen wurde alles, was organischen Ursprunges war, wie Klebstoff, Schmierfett und Tapetenkleister. Lederwaren wurden ausgekocht und im November 1941 gab es in Leningrad weder Katzen oder Hunde noch Ratten und Krähen. Die Not führte zu einer Auflösung der öffentlichen Ordnung: Petr Popkow erzählte dem Militärberichterstatter Tschakowski, dass er neben der Nahrungsmittelversorgung seine Hauptaufgabe im Kampf gegen Plünderer und Marodeure sehe. Es traten die ersten Fälle von Kannibalismus auf. Insgesamt wurden dem NKWD bis zum Februar 1942 1025 Fälle bekanntgegeben.
Kinderschlitten wurden zum einzigen Transportmittel. Mit ihnen wurden Wasser, Brot und Leichen transportiert. In den Straßen lagen Leichen; Menschen brachen auf der Straße zusammen und blieben einfach liegen. Der Tod wurde zur Normalität. In den eiskalten Wohnungen lebten die Menschen zusammen mit ihren toten Angehörigen, die nicht beerdigt wurden, weil der Transport zum Friedhof für die entkräfteten Menschen zu beschwerlich war.
Spezielle Komsomolzenbrigaden, die aus meist jungen Frauen bestanden, durchsuchten täglich hunderte Wohnungen nach Waisenkindern, doch oft lebte in den Wohnungen niemand mehr.
Die Gesamtzahl der Opfer der Blockade ist immer noch umstritten. Nach dem Krieg meldete die sowjetische Regierung 670.000 Todesfälle in der Zeit vom Beginn 1941 bis Januar 1944, wovon die meisten durch Unterernährung und Unterkühlung verursacht worden waren. Einige unabhängige Schätzungen gaben viel höhere Opferzahlen an, die von 700.000 bis 1.500.000 reichen. Die meisten Quellen gehen aber von einer Zahl von etwa 1.100.000 Toten aus.
Während der Blockade starb auch der in einer psychiatrischen Abteilung inhaftierte Schriftsteller und Oberiut Daniil Charms, vermutlich an Unterernährung. Ein weiteres ziviles Opfer war der populäre Naturwissenschaftler Jakow Perelman.

### Leben in der belagerten Stadt

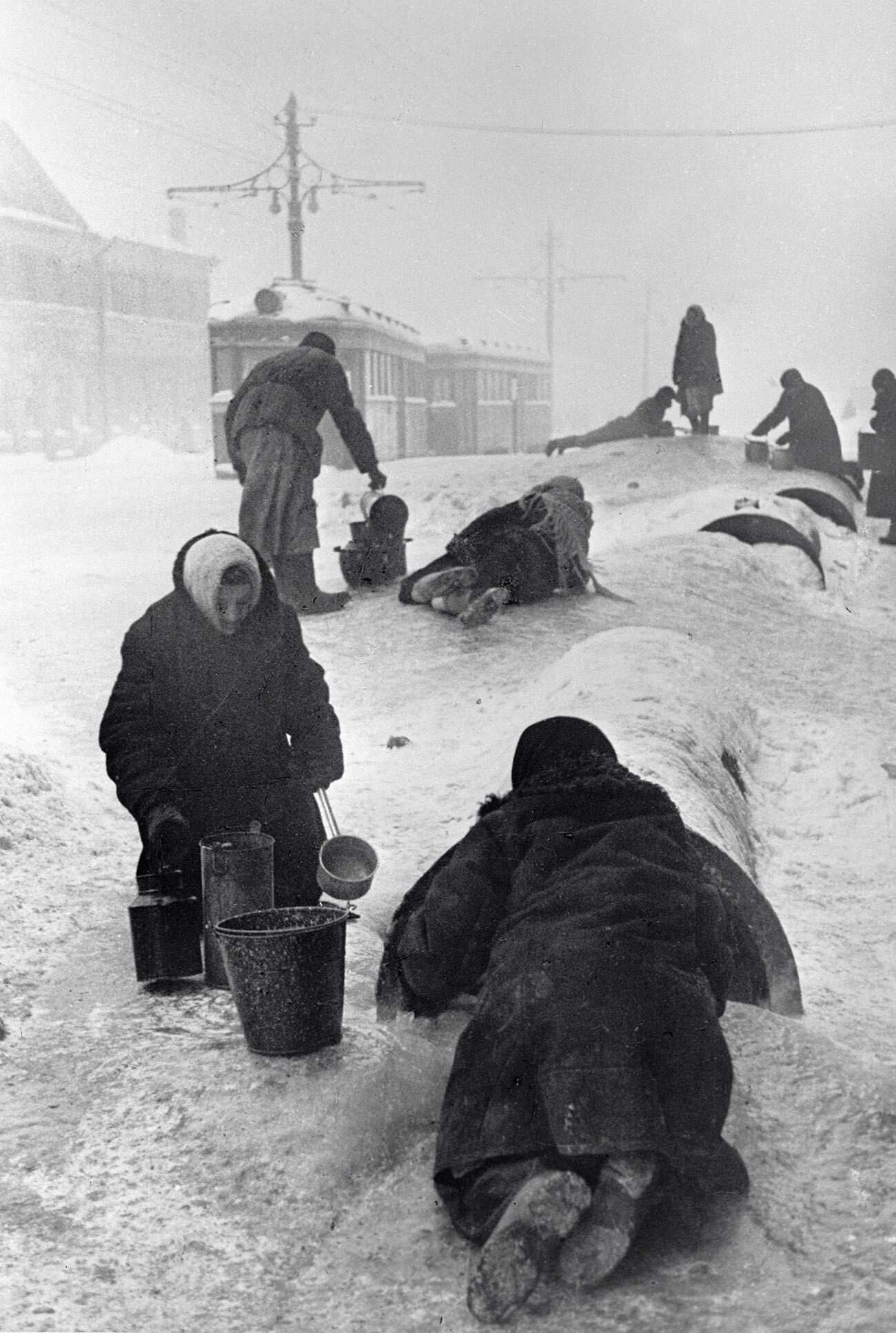
Beschaffen von Wasser aus einer gebrochenen Leitung, Januar 1942

Zwar wurden bis zum Winter 1941/1942 etwa 270 Betriebe und Fabriken geschlossen, aber das riesige Kirow- und Ischorha-Werk und die Admiralitäts-Werft arbeiteten weiter.
Auch die Hochschulen und wissenschaftlichen Institute blieben geöffnet. 1000 Hochschullehrer unterrichteten im Blockadewinter und 2500 Studenten schlossen ihr Studium ab. 39 Schulen hielten den Lehrbetrieb aufrecht. 532 Schüler beendeten die 10. Klasse. Selbst das kulturelle Leben (Konzerte, Theateraufführungen, Vorträge usw.) wurde, wenn auch in verringertem Maße, fortgeführt. Z. B. erlebte hier im Sommer 1942 Schostakowitschs siebte Sinfonie eine Aufführung.

### Strom und Energie
Wegen mangelnder Stromversorgung mussten viele Fabriken geschlossen werden und im November 1941 wurde der Betrieb der Straßenbahnen und Oberleitungsbusse eingestellt, im April 1942 wurde der Straßenbahnverkehr der wichtigsten Linien teilweise wieder aufgenommen. Mit Ausnahme des Generalstabs, des Smolnij, der Distriktausschüsse, der Luftabwehrstellungen und ähnlicher Institutionen war die Nutzung von Strom überall verboten. Ende September waren alle Reserven an Öl und Kohle verbraucht. Die letzte Möglichkeit zur Energiegewinnung war, die verbliebenen Bäume im Stadtgebiet zu fällen. Am 8. Oktober beschlossen der Exekutivausschuss von Leningrad (Ленгорисполком) und der regionale Exekutivausschuss (облисполком), mit dem Holzeinschlag in den Distrikten Pargolowo und Wsewolschskij im Norden der Stadt zu beginnen. Es gab jedoch weder Werkzeug noch Unterkünfte für die aus Jugendlichen gebildeten Holzfällergruppen, die aus diesem Grund nur geringe Mengen an Holz liefern konnten.

### Die „Straße des Lebens“
Im Chaos des ersten Kriegswinters war kein Evakuierungsplan vorhanden, weshalb die Stadt und ihre Außenbezirke vom Schluss des Blockaderinges am 8. September 1941 bis zum 20. November 1941 in vollständiger Isolation hungerten. Zu diesem Zeitpunkt wurde eine Eisstraße über den zugefrorenen Ladogasee eröffnet (offizielle Bezeichnung: „Militärische Autostraße Nummer 101“, inoffiziell: „Straße des Lebens“). Die über die Straße herangeschafften Lebensmittel reichten aber bei weitem nicht aus, alle Einwohner der Stadt zu versorgen. Immerhin gelang es, über die Straße eine große Anzahl von Zivilisten zu evakuieren. In den Sommermonaten des Jahres 1942 wurde die Versorgungsroute mit Hilfe von Schiffen aufrechterhalten. Im Winter 1942 wurde die Straße durch eine Eisenbahnlinie über das Eis ergänzt. Nach der Schaffung eines schmalen Landkorridors am südlichen Ufer des Ladoga-Sees im Januar 1943 (siehe unten) schwand die Bedeutung des Weges über den See, obgleich er bis zum Ende der Belagerung im Januar 1944 in Benutzung blieb.

## Sowjetische Entsatzangriffe

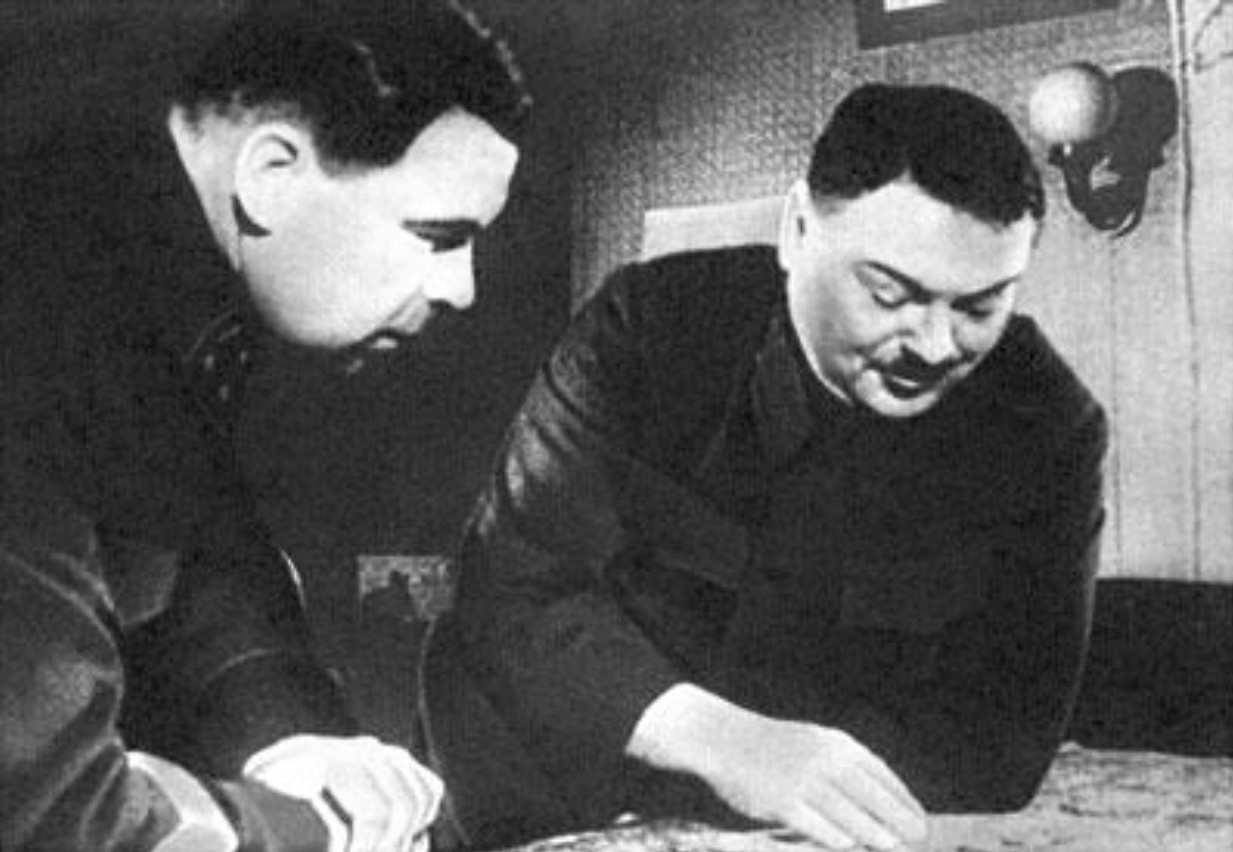
General Leonid Goworow mit seinem Politkommissar Andrei Schdanow

Nachdem die Sowjetunion das deutsche Vordringen Ende 1941 in der Schlacht um Tichwin stoppen konnte, wurde bereits im Januar 1942 eine erste Gegenoffensive zur Überwindung der Blockade eingeleitet (Ljubaner Operation/deutsche Bez. Schlacht am Wolchow). Sie scheiterte jedoch bereits im Ansatz an schlechter Planung durch die sowjetischen Befehlshaber, nicht vorhandener Tarnung sowjetischer Angriffsformationen und einer gut organisierten Abwehr der deutschen Heeresgruppe Nord. Nach verlustreichen Angriffen wurde die Offensive im April 1942 beendet. Ein deutscher Gegenangriff im Juni 1942 vernichtete die sowjetische 2. Stoßarmee in einer Kesselschlacht.

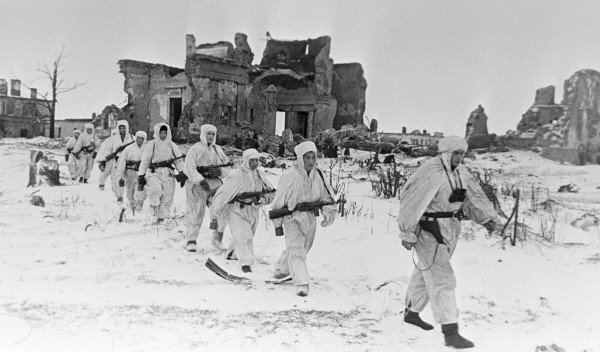
Sowjetischer Aufklärungstrupp auf den Pulkowo-Höhen südlich von Leningrad, März 1942

Im Juni 1942 übernahm General Leonid A. Goworow das Kommando über die Leningrader Front. Die Rote Armee versuchte vom 19. August bis zum 10. Oktober 1942 erfolglos, mit der Ersten Ladoga-Schlacht die Blockade zu beenden.
Die vollständige Blockade dauerte bis Anfang 1943. Am 12. Januar begann mit der Operation Iskra (Zweite Ladoga-Schlacht) ein weiterer Großangriff von Truppen der Leningrader und der Wolchow-Front. Nach schweren Kämpfen überwanden Einheiten der Roten Armee die starken deutschen Befestigungen südlich des Ladogasees und am 18. Januar trafen die Leningrad- und die Wolchow-Front aufeinander.

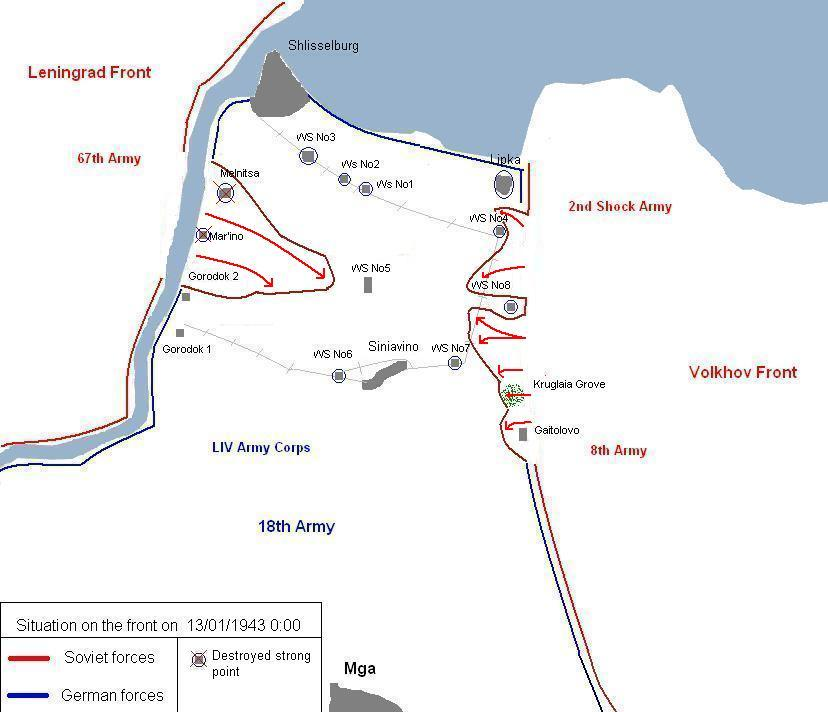
Die „Iskra“-Offensive der Roten Armee am 12. Januar 1943

Ein schmaler Landkorridor in die Stadt war so geöffnet, der jedoch noch in der Reichweite deutscher Artillerie lag.
Im Rahmen der Operation Polarstern versuchte die Rote Armee im Februar und März 1943 die gesamte deutsche Front im Norden auszuhebeln, erreichte dabei aber nur lokale Erfolge. Der Landkorridor konnte dabei nur unwesentlich erweitert werden.
Im Juli 1943 startete die Rote Armee erneut eine Offensive mit dem Ziel, die Belagerung der Stadt vollständig zu beenden. Dieser in der deutschen Militärgeschichtsschreibung als „Dritte Ladoga-Schlacht“ bekannte Angriff führte ebenfalls nur zu geringen Geländegewinnen für die sowjetische Armee, die unter unverhältnismäßig hohen Verlusten erkauft wurden.

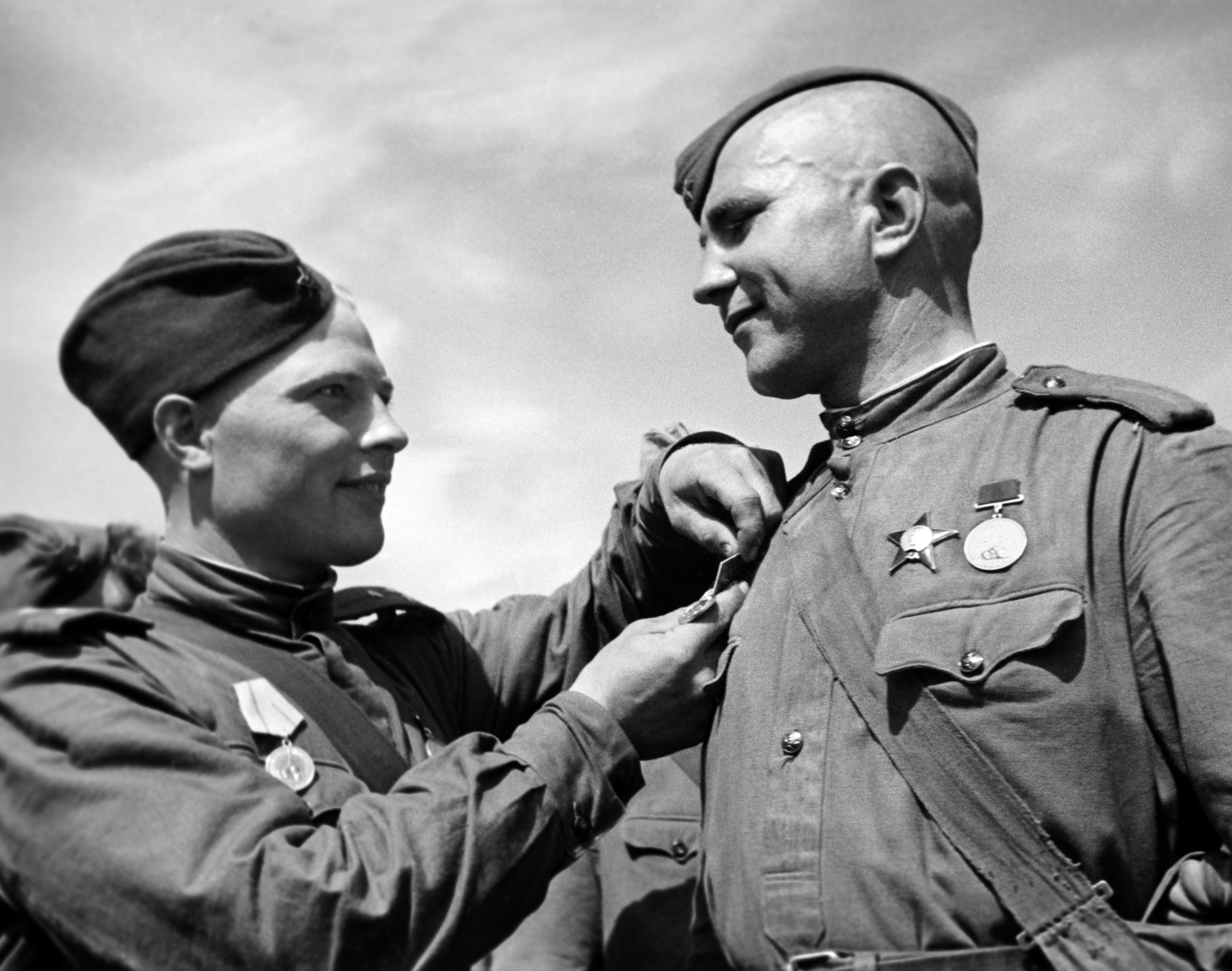
Verleihung der Medaille „Für die Verteidigung Leningrads“, Juni 1944

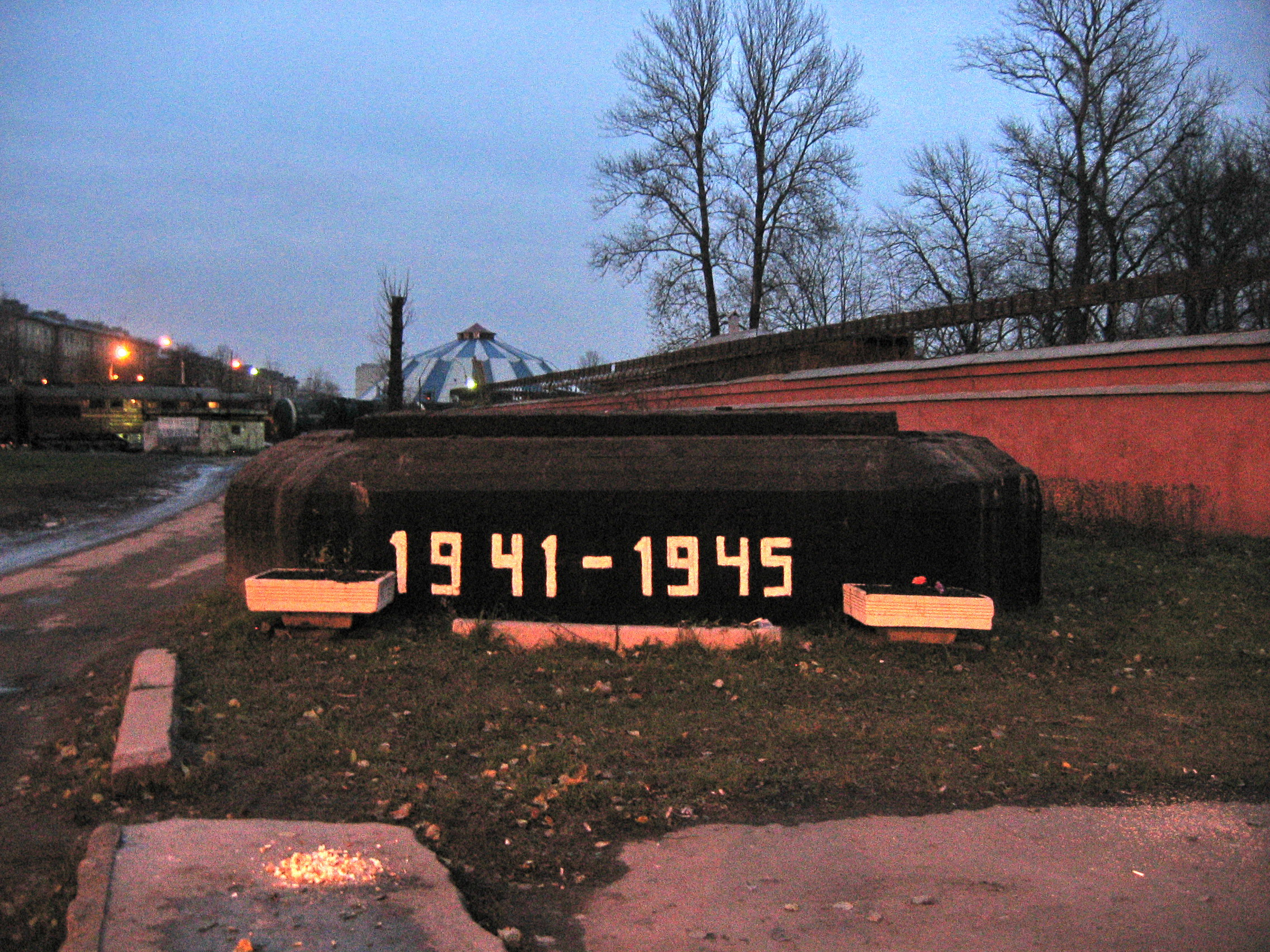
Der Krasnenkoje-Friedhof

Die dramatische Lage der deutschen Truppen an anderen Frontabschnitten führte im Herbst 1943 auch zu einer Schwächung der Leningrad belagernden deutschen Heeresgruppe Nord, die Einheiten an andere Großverbände abgeben und zusätzliche Frontabschnitte verteidigen musste. Diese Reduzierung der deutschen Kampfkraft und ein wesentlich verbesserter Angriffsplan der Roten Armee führten dann zum Rückzug der Deutschen.
Im Januar 1944 wurde der deutsche Belagerungsring während der Leningrad-Nowgoroder Operation durch eine neue sowjetische Großoffensive endgültig aufgebrochen. Am 12. Januar griff im Süden die 2. Baltische Front gegen die 16. Armee auf Nowosokolniki an, zwei Tage später begann die Offensive der über See herangeführten 2. Stoßarmee aus dem Brückenkopf von Oranienbaum. Am 15. Januar trat auch die 42. und 67. Armee der Leningrader Front an, am folgenden Tag griff die 59. Armee der Wolchow-Front beidseitig von Nowgorod an. Am 17. Januar wurde die erste Verteidigungslinie der deutschen 18. Armee durchbrochen und Puschkin befreit. Der Durchbruch der 2. Stoßarmee aus dem Kessel von Oranienbaum in Richtung auf Krasnoje Selo bedrohte die rückwärtigen Verbindungen der deutschen 18. Armee. Die Wehrmacht war gezwungen, die Belagerung aufzuheben, die schwere Artillerie abzubauen und Krasnoje Selo, Ropscha und Urizk zu räumen. Am 27. Januar hatten die sowjetischen Verbände die Eisenbahnlinie von Leningrad nach Moskau abgeschnitten, der Heeresgruppe Nord drohte die Einschließung. Ende Januar bis Mitte Februar musste sich die 18. Armee über den Luga- und Pljussa-Abschnitt auf die Landenge bei Narwa sowie südlich des Peipussees auf die Linie Pskow – Ostrow zurückziehen.
Sechs Monate später wurden die Finnen schließlich auf die andere Seite der Bucht von Wyborg und des Flusses Vuoksi zurückgeworfen (→Wyborg-Petrosawodsker Operation).
Viele Opfer der Blockade und Teilnehmer an der Verteidigung Leningrads, insgesamt etwa 470.000 Personen, sind auf dem Piskarjowskoje-Gedenkfriedhof begraben.
Der Friedhof in Krasnenkoje ordnet das Geschehen in größere Zusammenhänge ein: Hier wird an alle erinnert, die zwischen dem 22. Juni 1941 und dem 8. Mai 1945 ums Leben gekommen sind, also während des gesamten Deutsch-Sowjetischen Krieges.

## Beteiligte Truppenteile

### Wehrmacht
- Heeresgruppe Nord:
  - 16. Armee
  - 18. Armee
  - Panzergruppe 4 (Nicht der Wehrmacht zugehörig, sondern der Waffen-SS, jedoch der Panzergruppe 4 im Einsatz als Teil des LVI. Panzerkorps unterstellt war die SS-Polizei-Division und als Teil des L. Armeekorps die SS-Division Totenkopf.[23])
- Luftflotte 1:
  - I. Fliegerkorps
  - VIII. Fliegerkorps
  - Aufklärungsgruppe Ost
- Blaue Division: Spanische Freiwilligendivision unter der Führung der Wehrmacht als 250. Infanterie-Division

### Rote Armee
- Fronten:
  - Nordfront, später Leningrader Front
  - Nordwestfront
- Selbständige Armeen:
  - 8. Armee
  - 11. Armee
  - 27. Armee
  - 34. Armee
  - 42. Armee
  - 48. Armee
  - 52. Armee
  - 54. Armee
  - 55. Armee
- Selbständige Operationsgruppen:
  - Luga-Operationsgruppe
  - Kopor-Operationsgruppe
  - Newskaja-Operationsgruppe
  - Nowogorod-Operationsgruppe

Zudem waren die Baltische Flotte und die Leningrader Volksmiliz beteiligt.

## Übersicht: Abfolge der Militäroperationen
Die Abfolge der sowjetischen Militäroperationen zur Befreiung der eingekesselten Stadt und ihrer Bevölkerung:
- 1941
  - 8. Sep.: Einschließung/Vollendung der Blockade Leningrads (Einnahme Schlüsselburgs).
  - Am 16. Sep. erreichen deutsche Truppen der Heeresgruppe Nord bei Peterhof den Finnischen Meerbusen. Es bildet sich damit der überdauernde sowj. Brückenkopf von Oranienbaum westlich von Leningrad.
  - 16. Okt. – 30. Dez.: Der Vormarsch der deutschen Heeresgruppe Nord wird in der Schlacht um Tichwin zum Stehen gebracht (Weisung des OKW Nr. 37 vom 10. Okt. sagt aus, dass keine Angriffe mehr auf die Einnahme Leningrads abzielen).
  - 20. Nov.: Die „Straße des Lebens“, eine Eisstraße, über den zugefrorenen Ladogasee eröffnet (offizielle Bezeichnung: „Militärische Autostraße Nummer 101“). Sie ermöglicht wichtige Nachschublieferungen.
- 1942
  - 7. Jan. – 30. Apr.: Schlacht am Wolchow, auch Ljubaner Operation.
  - 19. Aug. – 10. Okt.: Erste Ladoga-Schlacht.
- 1943
  - 12. – 30. Jan.: Zweite Ladoga-Schlacht (auch Operation Iskra) war ein von Marschall K. Schukow geplanter Angriff der Leningrader und der Wolchow-Front der Roten Armee. Ein 8 bis 11 Kilometer breiter Korridor ist freigekämpft, über den die direkte Landverbindung zu Leningrad wieder hergestellt wird.
  - 10. Feb. – 1. Apr.: Nur wenig erfolgreiche Operation Polarstern (u. a. Räumung des Kessels von Demjansk durch die Wehrmacht).
  - 22. Juli – 25. Sep.: Dritte Ladoga-Schlacht, erster Teil: Mga-Operation, Sinjawino-Höhen. Eine wesentliche Verbreiterung der Landverbindung gelingt nicht.
- 1944
  - Ab 12. Jan: Der (inzwischen geschwächte) deutsche Belagerungsring wird während der Leningrad-Nowgoroder Operation endgültig aufgebrochen. Am 12. Jan. greift im Süden die 2. Baltische Front gegen die 16. Armee auf Nowosokolniki an, zwei Tage später beginnt die Offensive der über See herangeführten 2. Stoßarmee aus dem Brückenkopf von Oranienbaum. Am 15. Jan. greift auch die 42. und 67. Armee der Leningrader Front an, am folgenden Tag greift die 59. Armee der Wolchow-Front beidseitig von Nowgorod an.
  - Am 17. Jan. wird die erste Verteidigungslinie der deutschen 18. Armee durchbrochen und Puschkin befreit. Der Durchbruch der 2. Stoßarmee aus dem Kessel von Oranienbaum in Richtung auf Krasnoje Selo bedroht die rückwärtigen Verbindungen der deutschen 18. Armee. Die Wehrmacht hebt die Belagerung auf, um noch die schwere Artillerie abzuziehen und Krasnoje Selo, Ropscha und Urizk zu räumen. Am 27. Jan. haben die sowjetischen Verbände die Eisenbahnlinie von Leningrad nach Moskau abgeschnitten, der Heeresgruppe Nord droht nun ihrerseits die Einschließung.
  - 27. Jan.: Die Blockade der Stadt ist dauerhaft aufgebrochen.
  - Ende Jan. – Mitte Feb. muss sich die 18. Armee über den Luga- und Pljussa-Abschnitt auf die Landenge bei Narwa sowie südlich des Peipussees auf die Linie Pskow–Ostrow zurückziehen.
  - 10. Juni – 9. Aug.: Wyborg-Petrosawodsker Operation – Großangriff gegen die finnische Armee in Karelien im Fortsetzungskrieg. Die Operation besteht aus zwei Unteroperationen: der Wyborger Operation auf der Karelischen Landenge und der Swir-Petrosawodsker Operation in Ostkarelien, nördlich des Ladogasees. Die Rote Armee stößt auf der 280 km breiten Front 110 bis 250 km nach Westen vor, erobert nördliche Teile des Leningrader Gebiets und große Teile der nach dem Winterkrieg neugegründeten Karelo-Finnischen SSR, darunter auch Gebiete, die vor dem Winterkrieg zu Finnland gehört hatten. Auch die Kontrolle über den strategisch wichtigen Weißmeer-Ostsee-Kanal erlangt die Sowjetunion zurück.

Die Swir-Petrosawodsker Operation wird aus sowjetischer Sicht als die letzte Etappe der Schlacht um Leningrad angesehen.

## Entschädigungsforderung für Opfer
Die russische Regierung kritisiert 2023, dass bisher nur jüdische Opfer der Blockade direkt von Deutschland entschädigt werden, während alle andere Nationalitäten der früheren Sowjetunion nicht entschädigt wurden. Maria Sacharowa, die Sprecherin des russischen Außenministeriums, bezeichnete dies als Fall „rassischer Diskriminierung.“ Im September 2023 schrieben russische Veteranen an das Kanzleramt und warfen der Bundesregierung vor, mit zweierlei Maß zu messen. Die Nazis hätten „keinen Unterschied zwischen den Nationalitäten in der Stadt gemacht“. Für die noch 60.000 Überlebenden forderte sie Entschädigungen. Standpunkt der Bundesregierung ist, dass die Sowjetunion 1953 auf weitere deutschen Reparationszahlungen verzichtete. Jüdische Überlebende konnten seit 2008 Einmalzahlungen bekommen und seit 2021 zudem auch monatliche Rentenzahlungen. Die Bundesregierung begründet die Ungleichbehandlung andere Nationalitäten der früheren Sowjetunion damit, dass Juden bei einer Festnahme durch Deutsche der sichere Tod gedroht habe. Trotzdem erfolgte 2019 die Zusage des deutschen Außenministers Heiko Maas von zwölf Millionen Euro für ein Hilfsprojekt in der Stadt. In Folge flossen Gelder insbesondere für die Modernisierung eines Petersburger Krankenhauses, wo Überlebende der Blockade behandelt werden. Wladimir Putin verglich im Oktober 2023 die Blockade von Gaza mit der Belagerung von Leningrad.
Im Oktober 2022 entschied ein Gericht in St. Petersburg, dass die Belagerung Leningrads ein Akt des Völkermords war, der von deutschen Truppen und ihren Verbündeten verübt wurde. Im März 2024 schickte das Außenministerium der Russischen Föderation eine diplomatische Note an das Auswärtige Amt, in der es die Bundesregierung auffordert, die Leningrader Blockade als Völkermord anzuerkennen. Die Auswärtige Amt antwortete darauf, dass die Bundesregierung an ihrer Rechtsauffassung, dass die Blockade ein Kriegsverbrechen war, festhält.

## Darstellung und Einstufung der Blockade

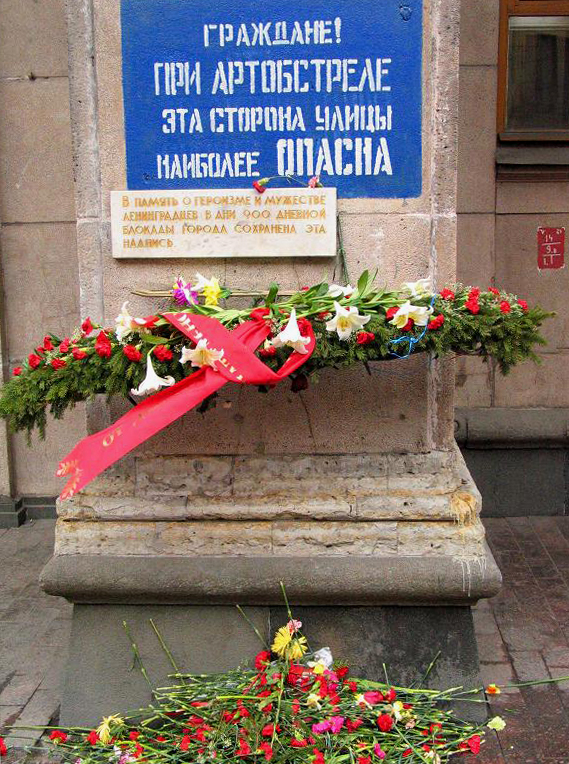
Mahnmal am Newski-Prospekt. Die weiße Aufschrift auf blauem Grund lautet: „Bürger! Während des Artilleriebeschusses ist diese Straßenseite am gefährlichsten.“ Auf der weißen Gedenkplatte steht: „Zum Gedenken an das Heldentum und den Mut der Leningrader während der 900-tägigen Belagerung der Stadt wird diese Inschrift bewahrt.“ Das blaue Schild wird jedes Jahr am 9. Mai frisch gestrichen.

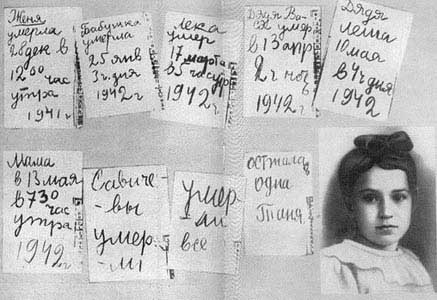
Auszug aus dem von Tanja Sawitschewa geführten Tagebuch, ausgestellt im Museum in Petersburg. Das Tagebuch war unter den Beweisen, die bei den Nürnberger Prozessen von der Anklage präsentiert wurden.

Nach dem Ende des Krieges wurde die Leningrader Blockade schnell zum Gegenstand unterschiedlichster kultureller und wissenschaftlicher Darstellungen.

### Westliche wissenschaftliche Literatur
Der Versuch, die deutschen Motive für die Durchführung und Art der folgenschweren Belagerung von Leningrad herauszuarbeiten und zu bewerten, hat in der deutschen Geschichtswissenschaft kontroverse Ergebnisse hervorgebracht. Umstritten ist dabei vor allem die Frage, wie das deutsche Vorgehen völkerrechtlich und moralisch zu bewerten sei.
Vor allem ältere (west-)deutsche Forschungen haben häufig einerseits, zum Teil basierend auf nach dem Krieg entstandenen Darstellungen von Wehrmachtsoffizieren, Hitler persönlich die hauptsächliche Schuld zugewiesen. Der Diktator habe die Belagerung aus Hass und Verachtung gegenüber dem traditionellen kulturellen Zentrum des zaristischen Russlands wie gegenüber der Wiege der bolschewistischen Revolution befohlen. Andererseits wird in diesen Darstellungen aber betont, dass die Strategie der Belagerung von Städten nicht ungewöhnlich, vielmehr in der Kriegshistorie häufig angewendet worden sei. In diesem Sinne könne zwar die hohe Anzahl von Opfern im Falle Leningrads als besonders tragisch betrachtet werden, jedoch nicht von einem Bruch mit gängiger militärischer Praxis und daher auch nicht von einem eine moralische Verurteilung der Wehrmacht legitimierenden Kriegsverbrechen die Rede sein. Hauptmotiv der Deutschen, auf eine militärische Eroberung der Stadt zu verzichten und stattdessen den Versuch zu unternehmen, diese durch Aushungern zur Aufgabe zu zwingen, sei nach diesen Interpretationen die Furcht vor dem erwarteten Widerstand von Roter Armee und Freischärlern und vor einem daraus folgenden, erbitterten und verlustreichen Straßenkampf gewesen. Eine wichtige Rolle hätten bei der Entscheidung Ende August, Anfang September 1941 aktuelle taktische Erwägungen, weniger langfristige Kriegsziele gespielt.
Demgegenüber setzt die jüngere deutsche Forschung die Belagerung Leningrads häufiger in den Kontext eines von den Nationalsozialisten in bewusstem Bruch mit Kriegs- und Völkerrechtstraditionen durchgeführten Vernichtungskrieges. Mit dessen Zielen und Praktiken hätten sich die meisten höheren Wehrmachtoffiziere identifiziert. Auch die konkrete Entscheidung für die Belagerung Leningrads sei nicht nur aus kriegstaktischen Gründen erfolgt. Verantwortlich sei vielmehr eine strategische Umorientierung nach dem bald zutage tretenden Scheitern des Blitzkrieg-Konzeptes im Falle der Sowjetunion gewesen, was eine Reduktion von eigenen Operationen und Risiken notwendig gemacht habe. In der Folge setzte sich demnach unter den deutschen Militärs schnell eine Rhetorik durch, in der die komplette Vernichtung der Stadt und ihrer Bevölkerung zum eigentlichen Ziel der Belagerung erhoben wurde. Der deutsche Historiker Jörn Hasenclever rechnet Hitlers Weisung, Leningrad auszuhungern, unter die verbrecherischen Befehle, die der Wehrmacht im Krieg gegen die Sowjetunion gegeben wurden. In einer Fachstudie bezeichnet der Historiker Jörg Ganzenmüller im Jahr 2005 den blockadebedingten Tod von Hunderttausenden von Leningradern so als von den Deutschen gezielt herbeigeführten „Genozid“, basierend auf einer „rassistisch motivierten Hungerpolitik“. Selbst Joseph Goebbels spricht in seinen Tagebuchnotizen vom „schaurigsten Stadtdrama, das sich hier entwickele“. Der britische Historiker Timothy Snyder bezeichnet das bewusste Aushungern Leningrads als „das größte deutsche Verbrechen in der russischen Sowjetrepublik“. Der amerikanische Historiker Richard Bidlack bezeichnet die Belagerung als „die größte Völkermordaktion in Europa während des Zweiten Weltkriegs“.
Die Entscheidung zur Belagerung Leningrads stand nach Ganzenmüller aber auch in engem Zusammenhang mit dem Scheitern des Blitzkriegskonzepts. Man befürchtete, dass der Krieg „im Stellungskrieg enden“ würde, wie Generalstabschef Halder im Juli notierte, und zog die Panzerverbände für einen Angriff auf Moskau ab.
Häufig wird in der Literatur auch die Auffassung vertreten, dass die Furcht vor einem blutigen Häuserkampf für den Entschluss ausschlaggebend war. Der Oberbefehlshaber der Leningrader Front Kliment Jefremowitsch Woroschilow hatte die Leningrader zu einem Volksaufstand aufgerufen, falls die Wehrmacht einen Fuß in die Stadt setzen sollte. So heißt es in einem damaligen streng vertraulichen Informationsbericht an die deutsche Presse:

„Man weiß, daß mit der Bevölkerung von Petersburg bei einer Übergabe der Stadt doch nichts anzufangen wäre, da sie von jeher eine bolschewistische Zelle größten Formats und eines der beiden Hauptreservoirs der kommunistischen Bewegung Rußlands war und ist. Wir wollen keine Verluste durch Straßenkämpfe mit den wildgewordenen roten Arbeitern haben. Daher wird Petersburg nicht gestürmt. Wir wollen vermeiden, daß sich dort ein neues Verdun bildet.“

Eine andere Sichtweise rückt die persönliche Abneigung Hitlers gegen die „Wiege der Revolution“ in den Vordergrund. So hatte am 16. September 1941 Hitler gegenüber Otto Abetz geäußert:

„Das ‚Giftnest Petersburg', aus dem so lange das asiatische Gift in die Ostsee ‚hinausgequollen' sei, müsse vom Erdboden verschwinden“

Der Völkerrechtler Christoph Safferling vertritt in einem Vortrag im Jahr 2014 demgegenüber die Ansicht, dass in den frühen 1940er Jahren noch keine explizite völkerrechtliche Vorschrift gegen den Einsatz von Hunger als Waffe gegen die Zivilbevölkerung existiert habe. Eine solche sei erst 1977 mit einem Zusatzprotokoll zu den Genfer Konventionen eingeführt worden. Dies sei auch der Grund dafür, dass die Leningrader Blockade in den Nürnberger Prozessen nicht als Kriegsverbrechen bezeichnet wurde.
Einen weiteren Aspekt für die Deutung der Belagerungsstrategie lieferte die Auswertung und Analyse von Dokumenten der Wehrmacht und des Rasse- und Siedlungshauptamtes durch Autoren wie Rolf-Dieter Müller. So entwickelten in den Jahren 1940/41 hochrangige Funktionäre der Wehrmacht, SS und der sogenannten Reichsgruppe Industrie Pläne zur Besiedlung des „neuen deutschen Ostraumes“ nach einem erwarteten erfolgreichen Abschluss des Russlandfeldzuges. Ein neues deutsches Kolonialgebiet von der Weichsel bis zum Uralgebirge wurde angestrebt, besiedelt von deutschen Wehrbauern. Das Gebiet sollte weiträumig entindustrialisiert und die „überflüssige“ Großstadtbevölkerung beseitigt werden. Metropolen wie Leningrad und Moskau waren daher zu vernichten.

### Sowjetische Literatur
In den Jahren, die kurz auf die Blockade folgten, wurde die grausame Realität der Leiden der Leningrader Bevölkerung in der sowjetischen Literatur ungeschönt und wirklichkeitsnah wiedergegeben. Gennadij Gor, Alexander Tschakowski, Olga Bergholz, Iwan Kratt oder Wera Inber gehören zu den heute bekannten Autoren von Werken über die Leningrader Blockade. Nachdem jedoch Alexei Kusnezow und Pjotr Popkow 1949 während der Leningrader Affäre verhaftet und hingerichtet worden waren, begann auch die Säuberung der sowjetischen Literatur über die Blockade. Eingezogen oder vernichtet wurden Bücher, denen eine viel zu „aufrichtige und grausame“ Darstellung der Leiden der Leningrader Bevölkerung vorgeworfen wurde oder die das Verhalten der Leningrader „unpatriotisch“ und „ideologielos“ schilderten. Deswegen wurden die Gedichte von Gennadij Gor (Blockade) erst viel später veröffentlicht (übersetzt und herausgegeben von Peter Urban 2007). Die Zensur allzu realitätsnaher Berichte über die Blockade hielt in der Sowjetunion bis in die 1980er-Jahre hinein an. Stattdessen wurden nur patriotisch überhöhte und parteiideologisch korrekte Werke zugelassen. Erst nach dem Ende der Sowjetunion konnten seriöse Schilderungen der Blockade in Russland wieder ungehindert verbreitet werden.
Die Schülerin Tanja Sawitschewa führte während der Blockade ein Tagebuch und dokumentierte die Tode von Familienmitgliedern. Das Tagebuch wurde zum Beweismittel in den Nürnberger Prozessen. Sie starb knapp zwei Jahre nach ihrer im August 1942 erfolgten Evakuierung.

### Postsowjetische Rezeption
Überlebende der Leningrader Blockade verfügen über einen dementsprechenden Ausweis und gelten in Russland als besonders ehrenhaft.
Im Januar 2014 verlor der letzte unabhängige Fernsehsender Russlands, Doschd, seine landesweite Verbreitung, als er in einer einzelnen Sendung, zu deren Konzept Umfragen gehörten, zum 70. Jahrestag der Aufhebung der Leningrader Blockade eine Umfrage startete, ob die Stadt „zum Schutze Tausender von Menschenleben“ nicht auch der angreifenden Wehrmacht (in Russland stets „Faschisten“ genannt) hätte überlassen werden können.
2019 wurde der privat finanzierte Spielfilm Feiertag des Regisseurs Alexej Krasowski als „blasphemisch“ gebrandmarkt; im Mittelpunkt des Films steht die privilegierte Versorgung von Staatsfunktionären während der Blockade.
Ebenfalls 2019 wurde die Schriftstellerin Jelena Tschischowa wegen ihres in der Schweiz publizierten Essays „Das doppelte Gedächtnis“ attackiert. In dem Essay hatte sie die Auffassung vertreten, dass zu Sowjetzeiten die „Wahrheit über die Blockade“, zu der Fehlentscheidungen der Behörden und Privilegien für die Funktionäre gehört hätten, verschleiert worden sei.

### Einflüsse auf die Kultur
Der Belagerung von Leningrad wurde in den späten 1950er-Jahren durch den Grüngürtel des Ruhmes gedacht, ein Band von Bäumen und Denkmälern entlang des früheren Frontverlaufs. Leningrad wurde als erster Stadt der Sowjetunion der Titel Heldenstadt verliehen.
Theater
1943: Das dreiaktige Märchenstück in Parabelform Der Drache wurde 1943 von dem russischen Autor Jewgeni Lwowitsch Schwarz unter dem Eindruck der Leningrader Blockade verfasst. Nach einer Voraufführung des Stückes 1944 in Moskau wurden weitere Vorstellungen der Inszenierung verboten. In den sechziger Jahren, nach dem Tod des Autors, erlangte das Werk europaweite Erfolge.
Musik
- 1942: Dmitri Schostakowitsch schrieb seine Siebente, die Leningrader Symphonie.

„Ich widme meine Siebente Sinfonie unserem Kampf gegen den Faschismus, unserem unabwendbaren Sieg über den Feind, und Leningrad, meiner Heimatstadt …“

- 1985: Agnus Dei, der aufgrund der Evakuierung seiner Eltern am 28. November 1943 in Taschkent geborene Leningrader Komponist Alexander Knaifel gedenkt der Blockade mit seinem Werk: “Agnus Dei” may have been created as repentance for my nonexistent fault of being born outside Leningrad.
- 1987: Leningrad des amerikanischen Sängers Billy Joel, behandelt zum Teil das Leben eines Russen namens Viktor, der 1944 geboren wurde und seinen Vater während der Einschließung verlor
- 2006: „Leningrad“ von Chris de Burgh (Album: The Storyman) beschreibt die Rückkehr einer Frau, die aus der Stadt geflohen war, um nach vielen Jahren ihren Verlobten wiederzufinden.
- 2014: Battle of Leningrad., Album der Band Ring of Fire

Literatur
- 1986: Oleg oder Die belagerte Stadt von dem niederländischen Schriftsteller Jaap ter Haar erzählt die Belagerung aus der Sicht eines sowjetischen Jungen (Jugendbuch)
- 2003: Hunger der US-Autorin Elise Blackwell, Roman über die Ereignisse am Rande der Belagerung
- 2008: Stadt der Diebe des amerikanischen Autors David Benioff, Geschehnisse während der Belagerung der Stadt
- 2012: Leningrad Waltz des russischen Schriftstellers Grigorij Demidowtzew

Film
- 1991: Der verdammte Krieg – Das Unternehmen Barbarossa – IV. Der Kampf um Leningrad, D-ZDF/SOW-TV 1991, Regie: Guido Knopp, Valerij Korsin, Anatolij Nikiforow, Harald Schott, 30 Minuten (Die Dokumentation aus insgesamt 18 Teilen lief 1991–1995 zeitgleich im deutschen und im sowjetischen/russischen Fernsehen.)
- 2006: Blockade des ukrainischen Filmemachers Sergei Loznitsa, der Film zeigt ohne Dialoge das Leben in der Stadt zur Zeit der Blockade. (Dokumentation, 52 Minuten)
- 2009: Leningrad – Die Blockade (Kinofilm, u. a. mit Armin Mueller-Stahl)
- 2017: Leningrad Symphonie, eine Stadt kämpft ums Überleben., Regie: Carsten Gutschmidt, Christian Frey (Spielfilm mit Dokumentarszenen, 90 Minuten, NDR und arte)
- 2019: Feiertag [Prasdnik], Regie: Alexej Krasowski (Spielfilm)
- 2019: Flucht aus Leningrad von Alexei Koslow, zeigt die Flucht von 1.500 Zivilisten aus Leningrad.
- 2020: Kinder der Blockade, Ina Rommee und Stefan Krauss (Dokumentarfilm)[44]